# Hannibal
Denna artikel handlar om den karthagiske fältherren. För andra betydelser, se Hannibal (olika betydelser).

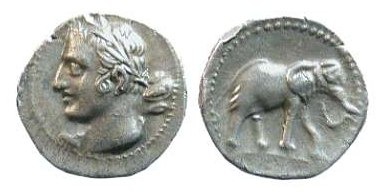
Mynt med Hannibals porträtt samt en elefant.

Hannibal Barkas, puniska:  , född 247 f.Kr. i Karthago, död 183 f.Kr. i Libyssa (nuvarande Gebze i Turkiet), var en karthagisk fältherre. Han var son till Hamilkar Barkas och bror till Hasdrubal Barkas och Mago Barkas. På puniska betyder hnb'l (vilket är det puniska ordet för Hannibal) "Baals gunstling". 
Han anses vara en av de absolut främsta fältherrarna genom tiderna. Han har givit upphov till flera olika taktiker och flera generaler har hämtat inspiration från honom, bland dem Napoleon I och Wellington.

## Biografi
Hannibal följde år 237 f.Kr. med sin far som förde en här mot Spanien, efter att ha svurit en ed vid Zeus-altaret (förmodligen rör det sig om Baals altare), att aldrig bli romarnas vän. Vid faderns död år 229 f.Kr. tog hans svåger Hasdrubal den sköne över armén, men då denne blev mördad av en gallisk lönnmördare utsågs Hannibal av armén till överbefälhavare.
Mest känd är Hannibal för att ha fört med 37 elefanter över alperna 218 f.Kr. under det andra puniska kriget. Han låg även bakom Roms största nederlag någonsin i slaget vid Cannae 216 f.Kr.
År 202 f.Kr. besegrades Hannibal i slaget vid Zama i dagens Tunisien av Publius Cornelius Scipio, sedermera kallad Scipio Africanus. Hannibal flydde österut till seleukidkungen Antiochos III den stores hov där han gick i tjänst. Sedan seleukiderna lidit nederlag mot romarna i slaget vid Magnesia år 190 f.Kr. flydde Hannibal ännu en gång, nu norrut till Bithynien.
Hannibal begick självmord genom att inta gift i Bithynien 183 f.Kr. under hotet om utlämning till Rom.

## Utmärkelser
Asteroiden 2152 Hannibal är uppkallad efter honom.